# تسلیم ژاپن

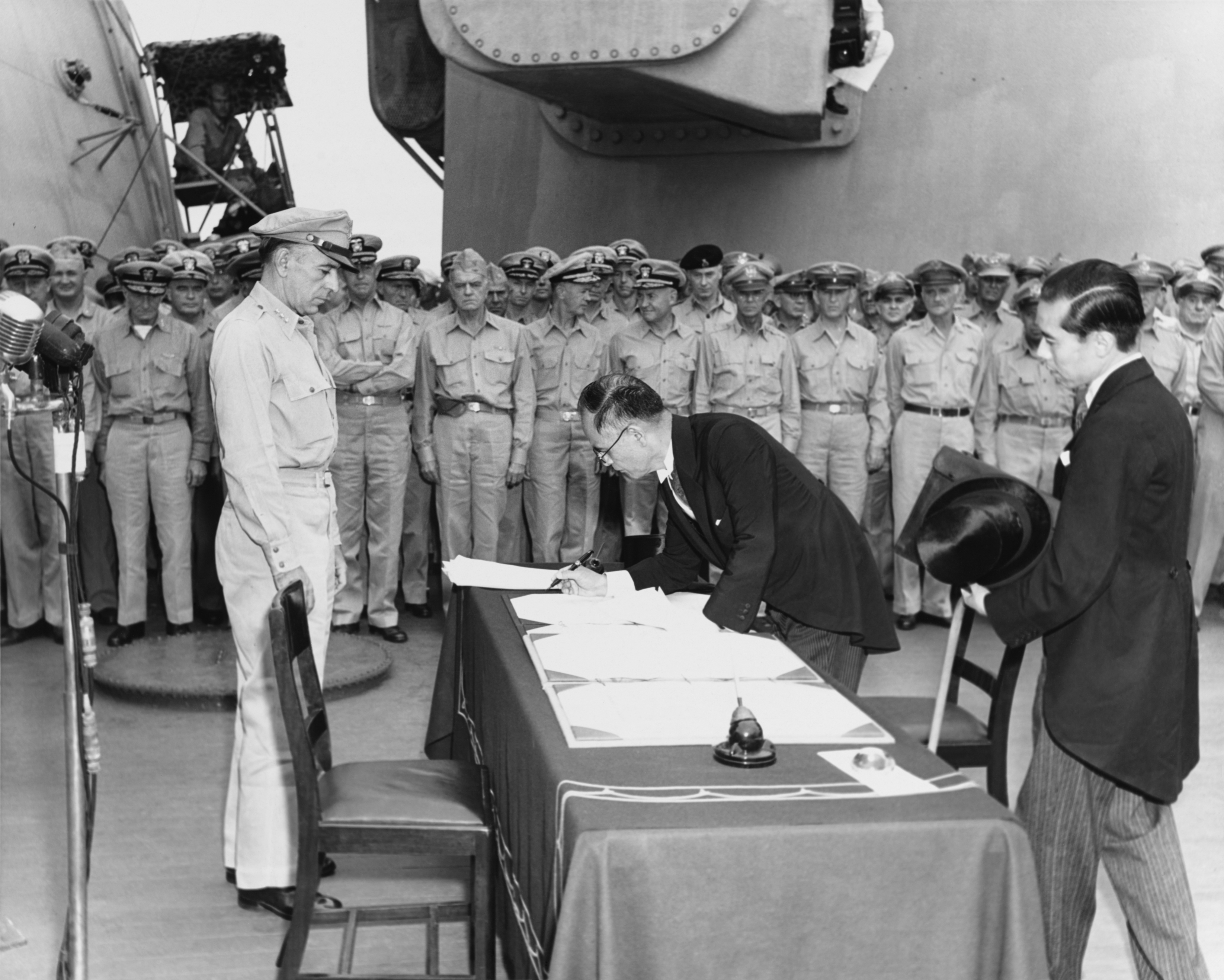
وزیر امور خارجه ژاپن مامورو شیگه‌میتسو بر روی ناو یواس‌اس میزوری حین امضای سند تسلیم ژاپن، ژنرال ریچارد کی. ساترلند در حال تماشای او، ۲ سپتامبر ۱۹۴۵

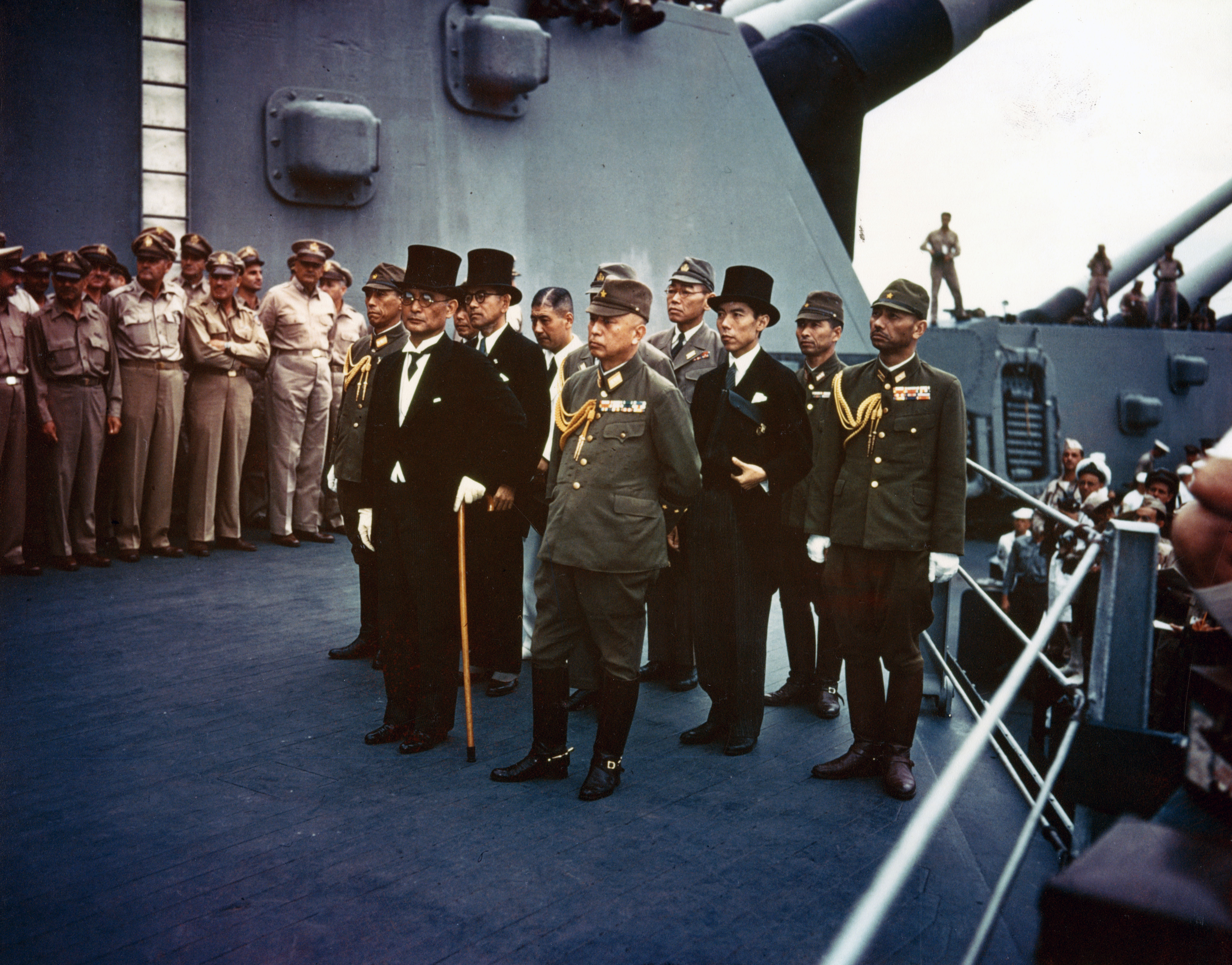
نمایندگان امپراتوری ژاپن بر روی ناو یواس‌اس میزوری برای امضای سند تسلیم ژاپن

تسلیم امپراتوری ژاپن توسط هیروهیتو در ۱۵ اوت اعلام شد و به‌طور رسمی در ۲ سپتامبر ۱۹۴۵ به امضا درآمد و خصومت‌های جنگ جهانی دوم را به پایان رساند. در اواخر ژوئیه سال ۱۹۴۵، نیروی دریایی امپراتوری ژاپن در دفع حملات توفیقی نداشت و حمله متفقین به ژاپن قریب‌الوقوع بود. امپراتوری بریتانیا، چین و ایالات متحده خواستار تسلیم بی قید و شرط نیروهای مسلح ژاپن در اعلامیه پوتسدام در تاریخ ۲۶ ژوئیه ۱۹۴۵ شدند و بیان کردند که در غیر این صورت «نابودی سریع و حتمی» خواهد بود. ژاپن که به صورت علنی اعلام کرده بود تا پایان تلخ خودش حاضر به جنگ است، در پس پرده رهبران این کشور (شورای عالی جهت‌گیری جنگ، که به عنوان «شش بزرگ» نیز شناخته می‌شدند) به‌طور محرمانه با شوروی مشغول رایزنی بودند تا با شرایط مطلوب تری اقدام به پذیرش صلح کنند. شوروی علی‌رغم اینکه در ظاهر سطحی از روابط دیپلماتیک را با ژاپنی‌ها حفظ کرده بود و اظهار می‌کرد که بنای میانجی گری دارد اما در خفا بابت قول‌هایی که در کنفرانس یالتا به ایالات متحده و انگلیس داده بود مشغول آماده شدن برای حمله به نیروهای ژاپن در منچوری و کره جنوبی بود.
در ۶ اوت سال ۱۹۴۵، ساعت ۸:۱۵ صبح به وقت محلی، ایالات متحده یک بمب اتمی را بر فراز شهر ژاپن هیروشیما منفجر کرد. شانزده ساعت بعد، رئیس‌جمهور آمریکا هری اس. ترومن دوباره خواستار تسلیم ژاپن شد و به آنها هشدار داد که «انتظار بارانی از ویرانی از آسمان را داشته باشید، چنان‌که گویی هیچ وقت روی زمین وجود نداشتید.» اواخر عصر روز ۸ اوت ۱۹۴۵ مطابق توافق‌نامه یالتا، شوروی با نقض پیمان بی‌طرفی اتحاد جماهیر شوروی و ژاپن، به ژاپن اعلان جنگ داد، و به اندکی پس از نیمه شب در ۹ اوت ۱۹۴۵، به حکومت دست نشانده ژاپن در منچوری حمله کرد. ساعاتی بعد، ایالات متحده بمب اتمی دوم را، این بار در شهر ژاپن ناگاساکی استفاده نمود. در پی این وقایع، امپراتور هیروهیتو مداخله کرد و به شورای عالی تصمیم‌گیری جنگ دستور داد شرایطی را که متفقین در اعلامیه پوتسدام برای پایان دادن به جنگ تعیین کرده بودند بپذیرد. در ۱۵ اوت امپراتور هیروهیتو پس از چندین روز مذاکرات پشت پرده و کودتای ناکام ، در یک سخنرانی ضبط شده رادیویی به سراسر کشور اعلام کرد که امپراتوری برابر متفقین تسلیم شده‌است. ارائه داد.
در ۲۸ اوت اشغال ژاپن به رهبری فرماندهی عالی قدرتهای متفقین آغاز شد. مراسم تسلیم در تاریخ ۲ سپتامبر، بر روی کشتی جنگی نیروی دریایی ایالات متحده یواس‌اس میزوری برگزار شد، که در آن مقامات دولت ژاپن قرارداد تسلیم ژاپن را امضا کردند و بدین ترتیب جنگ خاتمه یافت. هرچند که، سربازان و پرسنل نیروهای ژاپن که در نقاط دور از دسترس در جبهه‌های سراسر آسیا و اقیانوس آرام مشغول جنگ بودند تا پس از ماه‌ها و سالها به جنگ ادامه دادند، برخی از افراد حتی تا دهه ۱۹۷۰ مشغول مبارزه بودند. نقش بمب باران هسته ای ژاپن در تسلیم بی قید و شرط ژاپن و ابعاد اخلاقی این مسئله همچنان محل بحث بوده. با شروع پیمان سانفرانسیسکو در تاریخ ۲۸ آوریل ۱۹۵۲، وضعیت جنگی به‌طور رسمی به پایان رسید. چهار سال دیگر نیز ژاپن و اتحاد جماهیر شوروی اعلامیه مشترکی را به سال ۱۹۵۶ امضا کردند، که رسماً وضعیت این دو کشور را مشخص کرد.